# Kim Yunjin
Kim Yunjin (* 7. November 1973 in Seoul) ist eine südkoreanisch-US-amerikanische Schauspielerin. Sie wurde in ihrer Heimat mit Kang Je-gyus Film Shiri bekannt.

## Leben
Kim Yunjin wanderte zusammen mit ihren Eltern im Alter von 10 Jahren in die USA aus, wo sie auch die High School of Performing Arts und die Boston University besuchte.
Sie ist sehr sportlich, tanzt gerne (u. a. Ballett, Jazz) und ist auch in Kampfsportarten wie Taekwondo geübt.
In Europa und den USA ist sie vor allem durch die amerikanische Fernsehserie Lost bekannt, in der Yoon-jin die Rolle der Koreanerin Sun Kwon spielt.
Im März 2010 heiratete Kim ihren Manager Park Jeong-hyuk auf Hawaii.

## Filmografie

### Filme
- 1999: Shiri (쉬리)
- 2000: The Legend of Gingko – Das Schwert des Himmels (단적비연수)
- 2001: Rush!
- 2002: Iron Palm (아이언 팜)
- 2002: Yesterday (예스터데이)
- 2002: Heimliche Liebe (밀애)
- 2005: Bystanders (6월의 일기)
- 2007: Seven Days (세븐 데이즈)
- 2010: Harmony (하모니)
- 2010: Heartbeat (Sim-jang-i Ddwooin-da)
- 2012: The Neighbors (I-ut saram)
- 2014: Ode to My Father (국제시장 Gukje Sijang)
- 2017: House of the Disappeared (Si-gan-wi-ui jib)

### TV-Serien
- 1996: Beautiful Vacation (화려한 휴가)
- 1997: Foreboding (예감)
- 1998: Wedding Dress (웨딩 드레스)
- 1998: With Love
- 1999: Humaneness (유정)
- 2004–2010: Lost
- 2013–2016: Mistresses
- 2018: Ms. Ma, Nemesis
- 2022: Haus des Geldes: Korea (종이의 집: 공동경제구역)
- 2023: XO, Kitty (Netflix)